# DRF Luftrettung

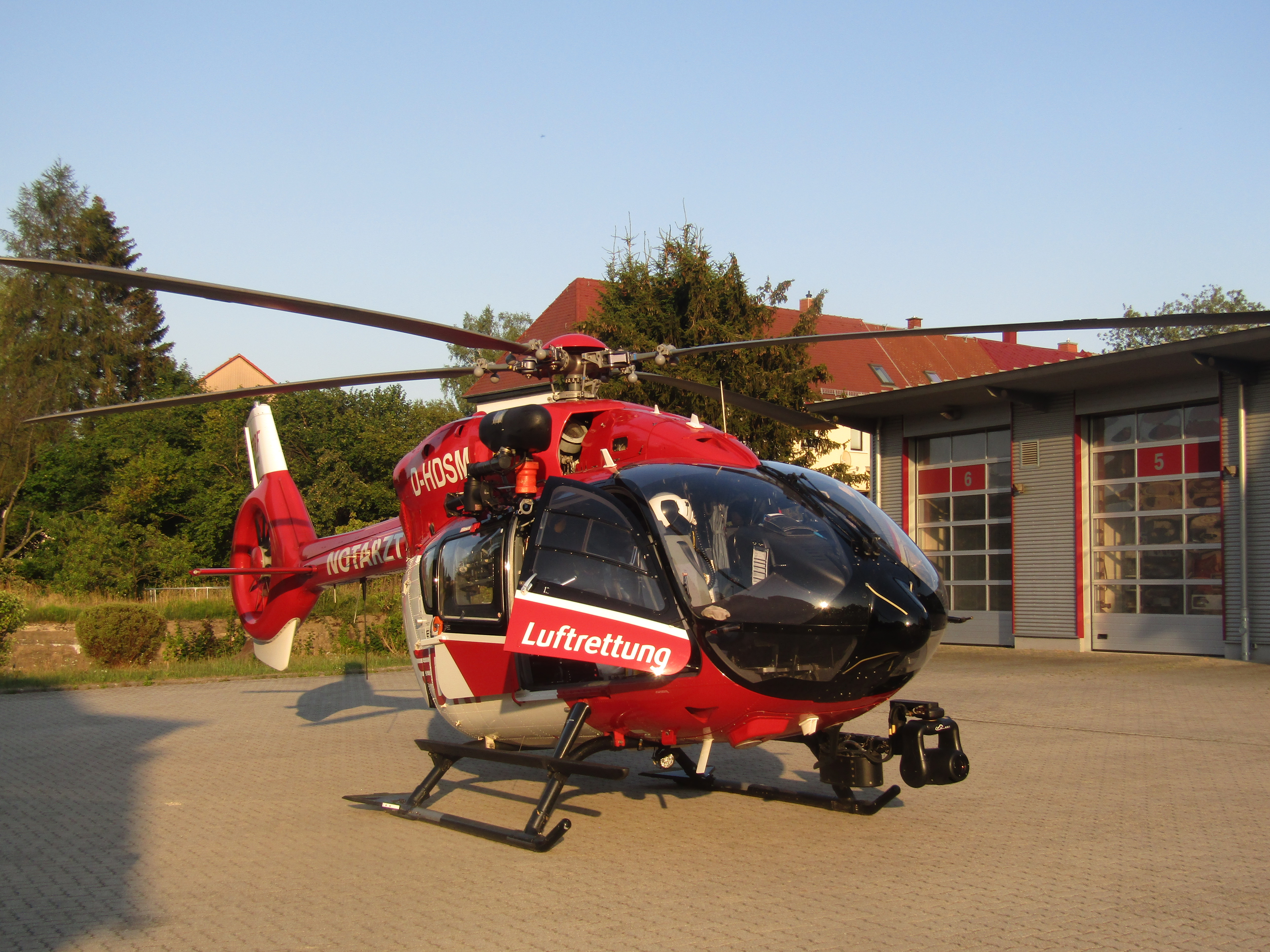
Airbus Helicopters H145 D-2 mit Rettungswinde

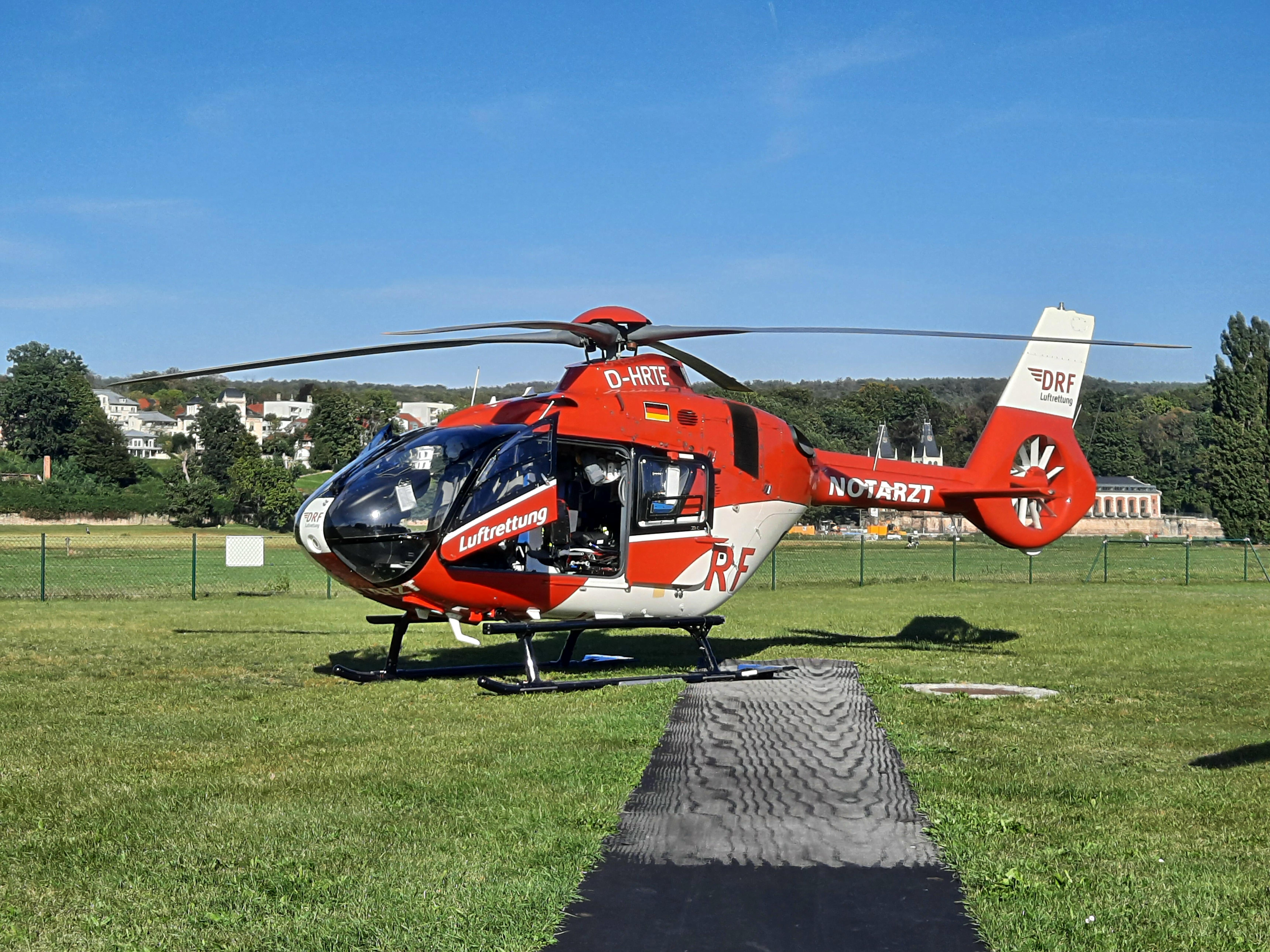
Airbus Helicopters H135

Die DRF Luftrettung (vormals Deutsche Rettungsflugwacht e. V.) mit Sitz in Filderstadt ist Teil des deutschen Rettungsdienstes auf dem Gebiet der Luftrettung. In Deutschland ist sie nach der ADAC Luftrettung der zweitgrößte nicht kommerzielle Luftrettungsdienst.

## Geschichte
Durch den Unfalltod des Jungen Björn Steiger am 3. Mai 1969 wurde eine Verfügbarkeitslücke in der schnellen medizinischen Soforthilfe offenbar. Seine Eltern, Ute und Siegfried Steiger, gründeten daraufhin die Rettungsdienst-Stiftung Björn Steiger e. V. (heute Björn Steiger Stiftung).
Nach Vorträgen bei den einzelnen Polizeidienststellen im Einsatzradius um Mainz startete Ina von Koenig in Kooperation mit dem Deutschen Roten Kreuz (Generalsekretariat Bonn) und unter der medizinischen Leitung von Rudolf Frey (Universität Mainz) den ersten Pilotversuch, mit einem voll ausgerüsteten Rettungshubschrauber vom Typ Alouette III, der erstmals zusammenhängend über sechs Wochen durchgeführt wurde. Nach einem weiteren Versuch im August 1971 in Stuttgart wurde auf Initiative und Einladung von Ina von Koenig die „Deutsche Rettungsflugwacht German Air-Rescue e. V. (abgekürzt DRF)“ gegründet. Am 19. März 1973 kam es zum ersten Rettungseinsatz des in Stuttgart stationierten Hubschraubers der DRF.
Im Jahr 1999 erschütterte ein durch den Spiegel aufgedeckter Skandal sowohl DRF als auch Björn Steiger Stiftung.
2001 wurde mit der ARA Flugrettung eine Tochtergesellschaft für Stationen in Österreich gegründet.
Nach ihrer Umorganisierung 2008 heißt die Organisation heute DRF Luftrettung. Sie besteht aus einem Förderverein, dessen Präsident Rudolf Böhmler ist, und einer Stiftung, die beide gemeinnützig sind. Zusammen betreiben sie die DRF Stiftung Luftrettung gemeinnützige GmbH, die den Betrieb der Rettungsstationen mit deren Hubschraubern durchführt.
Zum 1. Januar 2015 wurde die bisherige Tochtergesellschaft HSD Luftrettung gemeinnützige GmbH in die DRF Stiftung Luftrettung gemeinnützige GmbH eingebunden und aufgelöst.
Am 15. September 2016 gab die DRF Luftrettung bekannt, dass die bis dahin bestehende Tochtergesellschaft HDM Luftrettung gemeinnützige GmbH rückwirkend zum 1. Januar 2016 in die DRF Stiftung Luftrettung gemeinnützige GmbH eingegliedert wurde. Damit gingen alle Stationen der HDM Luftrettung an die DRF über und werden auch von ihr betrieben.
Im Dezember 2017 wurde von der DRF Luftrettung, der ARA Flugrettung und der Schweizer Alpine Air Ambulance AG (AAA) die AP³ Luftrettung als gemeinsame Gesellschaft gegründet. Sie betreibt eine Station in Liechtenstein.
Am 23. Januar 2018 kam es zu einem Unglück mit einem Rettungshubschrauber der DRF, nachdem dieser vom Flughafen Karlsruhe/Baden-Baden aus zu einem Übungsflug gestartet war. Nahe Oberhausen-Rheinhausen (Landkreis Karlsruhe) stieß der Hubschrauber in der Luft mit einem Kleinflugzeug aus ungeklärter Ursache zusammen. Bei dem Unglück gab es vier Tote, in den beiden Luftfahrzeugen befanden sich jeweils zwei Personen. Das Kleinflugzeug kam aus Basel und war unterwegs nach Speyer.
Im April 2019 hat die DRF Luftrettung rückwirkend zum 1. Januar 2019 die Gesellschafteranteile der Northern HeliCopter GmbH (NHC) in Emden von der AG Ems zu 100 % übernommen.
Anfang Oktober 2022 wurde bekannt gegeben, dass die DRF Luftrettung über ihr Tochterunternehmen Northern HeliCopter den Werftbetrieb in Sande und den Seelotsenversatz sowie zwei Hubschrauber vom Typ Airbus Helicopters H145 D-2 der insolventen Wiking Helikopter Service GmbH übernimmt.
Im Jahr 2024 leistete die DRF Luftrettung insgesamt 35.850 Einsätze.
Im Juli 2025 gab die DRF Luftrettung bekannt, dass sie einen Kaufvertrag zur Anschaffung von zehn Hubschraubern des Typs Airbus Helicopters H140 abgeschlossen hat. Diese sollen ab 2028 in Dienst gestellt werden und Schritt für Schritt die bis dato genutzten Hubschraubern des Typs H135 ablösen.

## Aufgaben
Das Unternehmen verpflichtet sich seit seiner Gründung am 6. September 1972 der schnellen Hilfe von Notfallpatienten. In den Anfängen betrieb die DRF Luftrettung in Deutschland zunächst nur Luftrettung mit Rettungshubschraubern. Seit den 1980er Jahren stellt sie zudem mehrere Intensivtransporthubschrauber, wie z. B. in München, Nürnberg, Regensburg, Halle, Hannover, Berlin, Stuttgart, Mannheim, Freiburg, Dortmund, Bremen, Bad Berka, die zum Teil auch nachts einsatzbereit sind. Insgesamt fliegen Hubschrauber an 35 Stationen in Deutschland, Österreich und Liechtenstein.
Außerdem werden mit Ambulanzflugzeugen Rückholungsflüge aus dem Ausland durchgeführt. Diese Leistung wird den Fördermitgliedern des DRF e. V. gewährt, die für ihre Mitgliedschaft jährliche Beiträge leisten und im Rahmen dieser Fördermitgliedschaft entsprechend versichert sind. Auch Urlauber, Geschäftsleute und andere können diese Leistung gegen entsprechende Bezahlung in Anspruch nehmen. Koordiniert werden die Einsätze von der DRF-eigenen Einsatzzentrale, die am Flughafen Karlsruhe/Baden-Baden beheimatet ist.

## Organisation
Die DRF Luftrettung besteht aus einer Stiftung des bürgerlichen Rechts und einer gemeinnützigen GmbH sowie einem gemeinnützigen Förderverein. Alle Teilorganisationen der DRF Luftrettung haben ihren Sitz in Filderstadt.
Die DRF Stiftung Luftrettung gemeinnützige GmbH ist die operative Einheit der DRF Luftrettung mit den Tochtergesellschaften ARA Flugrettung gemeinnützige GmbH (Klagenfurt, Österreich) und Northern Helicopter GmbH (Emden). Am Flughafen Karlsruhe/Baden-Baden betreibt die gemeinnützige GmbH das Operation-Center mit eigener Flugzeugwerft. Das Operation-Center ist insbesondere zuständig für Ausbildung, Modifikation und Betrieb der Hubschrauber und Flugzeuge sowie die Koordination weltweiter Einsätze. Die Werft bietet 15 Plätze zur Instandhaltung von Hubschraubern und Ambulanzflugzeugen. Die gemeinnützige AG kooperiert in der gemeinnützigen Stiftung AP³ Luftrettung Liechtenstein (Balzers, Liechtenstein) mit der österreichischen ARA Flugrettung und der schweizerischen AAA Alpine Air Ambulance AG, einer Tochtergesellschaft der Lions Air Group (Wollerau, Schweiz).
Das Regierungspräsidium Stuttgart überwacht die Stiftung.
Der Deutsche Rettungsflugwacht Förderverein e. V., kurz DRF e. V. unterstützt die Stiftung und die gemeinnützige GmbH. Sie generiert ihre finanziellen Mittel überwiegend durch ca. 400.000 Fördermitglieder (Stand 2024) und Spenden.

## Tag der Luftretter
Der Tag der Luftretter fand erstmals am 19. März 2020 statt. Er wurde von der DRF Luftrettung ins Leben gerufen, um über die Arbeit der Luftretter aufzuklären und zu informieren.
Der jährlich stattfindende Aktionstag soll Fragen rund um den Alltag, den Ablauf von Einsätzen und zu Erlebnissen der Luftretter beantworten und Interessierten einen Blick hinter die Kulissen gewähren. Aufgrund der Maßnahmen zur Bewältigung der COVID-19-Pandemie fand er im ersten Jahr ausschließlich online auf den Social-Media-Kanälen statt: mit Videos, Storys und Interviews von und mit den Crewmitgliedern der einzelnen Stationen.

## Ausstattung

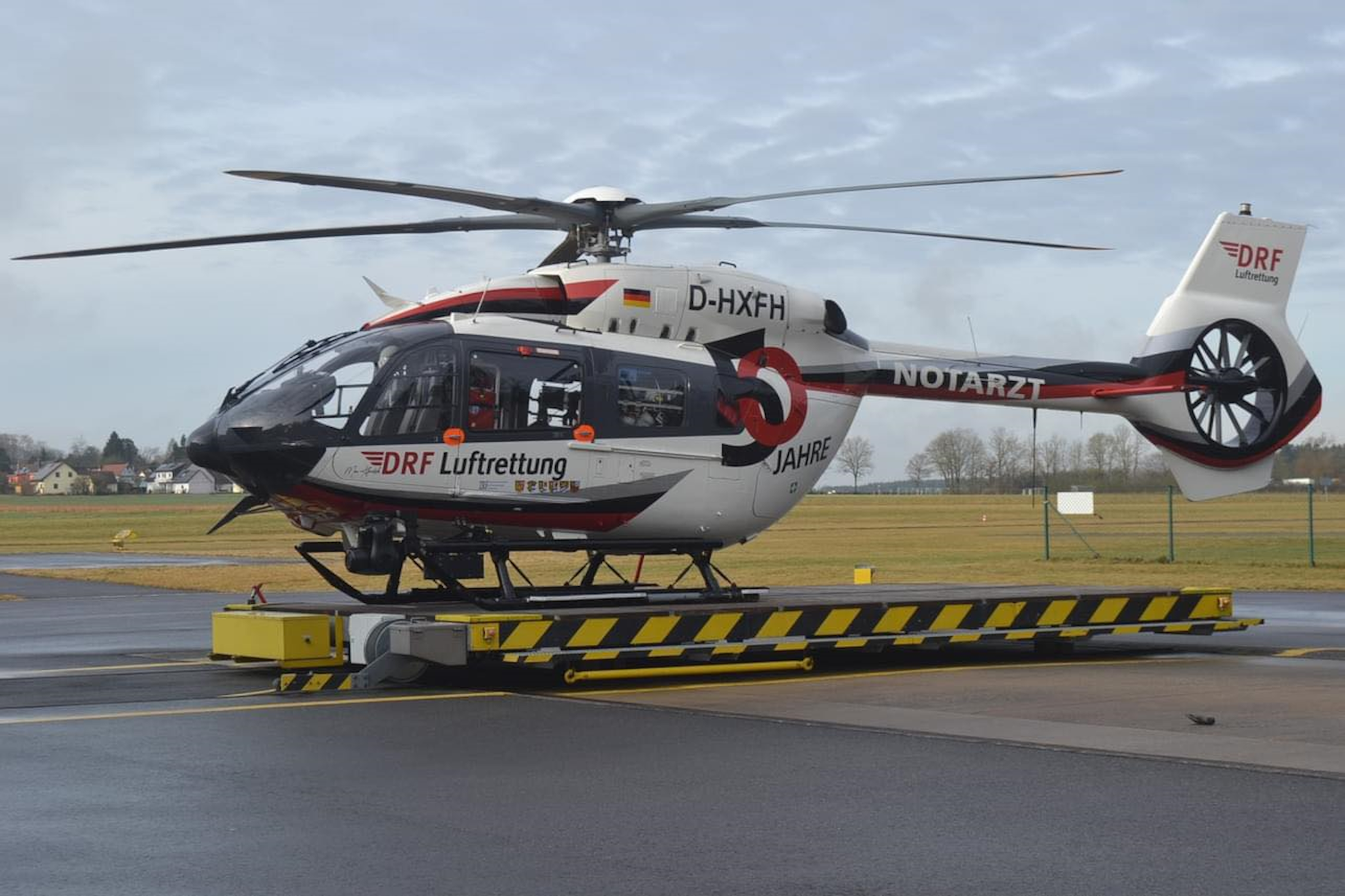
Airbus Helicopters H145 D-3

Zum Einsatz kommen Hubschrauber der Typen H135 und H145 D-2 / H145 D-3. Die Hubschrauber des Musters Bell 412 wurden Ende 2015 ausgemustert. Die DRF Luftrettung übernahm 2014 als weltweit erster Betreiber eine Maschine des Types Airbus Helicopters H145 die an der Station in München in Betrieb ging. Im Jahr 2020 übernahm die DRF Luftrettung die erste von vier auf fünf Rotorblätter umgerüstete Maschine. Im Laufe des Jahres 2021 kamen noch fünf fabriksneue H145 D-3 dazu. Des Weiteren wurde u. a. die D-HDSL von den Technikern der DRF Luftrettung selbständig von vier auf fünf Rotorblätter umgerüstet. Seit 2022 werden jährlich weitere H145 D-3 an die DRF Luftrettung geliefert. Die Umstellung der BK117, der EC135, sowie der EC145 Flotte auf die H135 und H145 ist zwischenzeitlich abgeschlossen.
Für weltweite Repatriierungen von erkrankten und verletzten Personen setzt die DRF Luftrettung außerdem drei Ambulanzflugzeuge ein. Zwei Ambulanzflugzeuge mit den Registrierungen D-CCCB und D-CDRF sind vom Typ Learjet 35A. Das dritte Ambulanzflugzeug mit der Registrierung D-CAID ist vom Typ Cessna Citation Sovereign+. Die Maschinen wurden hierfür speziell umgebaut und mit intensivmedizinischer Ausstattung aufgerüstet. Die Ambulanzflugzeuge sind am Flughafen Karlsruhe/Baden-Baden stationiert.

## Stationen
| Rufname                  | Ort                     | Betreiber           | Internet   | Einsatzbereitschaft                                  | Hubschraubermuster          |
| ------------------------ | ----------------------- | ------------------- | ---------- | ---------------------------------------------------- | --------------------------- |
| Christoph 11             | Villingen-Schwenningen  | DRF Luftrettung     | Datenblatt | Tag und Nacht                                        | Airbus Helicopters H145 D-3 |
| Christoph 27             | Nürnberg                | DRF Luftrettung     | Datenblatt | Tag, Rettungswinde                                   | Airbus Helicopters H145 D-3 |
| Christoph 36             | Magdeburg               | DRF Luftrettung     | Datenblatt | Tag                                                  | Airbus Helicopters H135     |
| Christoph 37             | Nordhausen              | DRF Luftrettung     | Datenblatt | Tag                                                  | Airbus Helicopters H135     |
| Christoph 38             | Dresden                 | DRF Luftrettung     | Datenblatt | Tag                                                  | Airbus Helicopters H135     |
| Christoph 41             | Leonberg                | DRF Luftrettung     | Datenblatt | Tag                                                  | Airbus Helicopters H135     |
| Christoph 42             | Rendsburg               | DRF Luftrettung     | Datenblatt | Tag und Nacht, Dual-Use                              | Airbus Helicopters H145 D-3 |
| Christoph 43             | Karlsruhe               | DRF Luftrettung     | Datenblatt | Tag                                                  | Airbus Helicopters H145 D-3 |
| Christoph 44             | Göttingen               | DRF Luftrettung     | Datenblatt | Tag                                                  | Airbus Helicopters H135     |
| Christoph 45             | Friedrichshafen         | DRF Luftrettung     | Datenblatt | Tag                                                  | Airbus Helicopters H145 D-3 |
| Christoph 47             | Greifswald              | DRF Luftrettung     | Datenblatt | Tag und Nacht                                        | Airbus Helicopters H145 D-3 |
| Christoph 49             | Bad Saarow              | DRF Luftrettung     | Datenblatt | Tag                                                  | Airbus Helicopters H135     |
| Christoph 51             | Stuttgart               | DRF Luftrettung     | Datenblatt | Tag, Dual-Use                                        | Airbus Helicopters H145 D-3 |
| Christoph 53             | Mannheim                | DRF Luftrettung     | Datenblatt | Tag, Dual-Use                                        | Airbus Helicopters H145 D-3 |
| Christoph 54             | Freiburg im Breisgau    | DRF Luftrettung     | Datenblatt | Tag, Dual-Use, Rettungswinde                         | Airbus Helicopters H145 D-3 |
| Christoph 60             | Suhl                    | DRF Luftrettung     | Datenblatt | Tag                                                  | Airbus Helicopters H135     |
| Christoph 62             | Bautzen                 | DRF Luftrettung     | Datenblatt | Tag und Nacht, Dual-Use, Rettungswinde               | Airbus Helicopters H145 D-3 |
| Christoph 64             | Angermünde              | DRF Luftrettung     | Datenblatt | Tag                                                  | Airbus Helicopters H135     |
| Christoph 80             | Weiden in der Oberpfalz | DRF Luftrettung     | Datenblatt | Tag                                                  | Airbus Helicopters H145 D-3 |
| Christoph 100            | Berlin                  | DRF Luftrettung     | Datenblatt | Tag mit Randzeitenerweiterung (22:00), Rettungswinde | Airbus Helicopters H145 D-3 |
| Christoph Berlin         | Berlin                  | DRF Luftrettung     | Datenblatt | Tag und Nacht, ITH                                   | Airbus Helicopters H145 D-3 |
| Christoph Europa 5       | Niebüll                 | DRF Luftrettung     | Datenblatt | Tag und Nacht, Dual-Use                              | Airbus Helicopters H145 D-3 |
| Christoph Halle          | Halle (Saale)           | DRF Luftrettung     | Datenblatt | Tag, ITH                                             | Airbus Helicopters H145 D-3 |
| Christoph Ortenau        | Lahr                    | DRF Luftrettung     |            | Tag (ab 01.07.2026)                                  | Airbus Helicopters H145 D-3 |
| Christoph München        | München                 | DRF Luftrettung     | Datenblatt | Tag und Nacht, ITH                                   | Airbus Helicopters H145 D-3 |
| Christoph Niedersachsen  | Hannover                | DRF Luftrettung     | Datenblatt | Tag und Nacht, ITH                                   | Airbus Helicopters H145 D-3 |
| Christoph Nürnberg       | Nürnberg                | DRF Luftrettung     | Datenblatt | Tag und Nacht, ITH                                   | Airbus Helicopters H145 D-3 |
| Christoph Regensburg     | Regensburg              | DRF Luftrettung     | Datenblatt | Tag und Nacht, ITH                                   | Airbus Helicopters H145 D-3 |
| Christoph Sachsen-Anhalt | Halle (Saale)           | DRF Luftrettung     | Datenblatt | Tag und Nacht, ITH                                   | Airbus Helicopters H145 D-3 |
| Christoph Thüringen      | Bad Berka               | DRF Luftrettung     | Datenblatt | Tag und Nacht, ITH                                   | Airbus Helicopters H145 D-3 |
| Christoph Dortmund       | Dortmund                | DRF Luftrettung     | Datenblatt | Tag und Nacht, ITH, Rettungswinde                    | Airbus Helicopters H145 D-3 |
| Christoph Weser          | Bremen                  | DRF Luftrettung     | Datenblatt | Tag mit Randzeitenerweiterung (21:00)                | Airbus Helicopters H145 D-3 |
| Northern Rescue 01       | Sankt Peter-Ording      | Northern HeliCopter | Datenblatt | Tag und Nacht, Offshore, Rettungswinde               | Airbus Helicopters H155     |
| Northern Rescue 02       | Dreschvitz              | Northern HeliCopter | Datenblatt | Tag und Nacht, Offshore, Rettungswinde               | Airbus Helicopters H155     |
| Northern Ambulance 06    | Norden-Norddeich        | Northern HeliCopter | Datenblatt | Tag, Ambulanzhubschrauber                            | Airbus Helicopters H145 D-2 |
| RK-1                     | Fresach                 | ARA Flugrettung     | Datenblatt | Tag (7:00–22:00), Rettungswinde                      | Airbus Helicopters H145 D-2 |
| RK-2                     | Reutte                  | ARA Flugrettung     | Datenblatt | Tag (7:00–22:00), Rettungswinde                      | Airbus Helicopters H145 D-2 |
| ARA-3                    | Nassfeld/Hermagor (A)   | ARA Flugrettung     | Datenblatt | Tag                                                  | Airbus Helicopters H145 D-2 |
| Christoph Liechtenstein  | Balzers (FL)            | AP³ Luftrettung     | Datenblatt | Tag und Nacht                                        | Eurocopter EC135            |
| Air Ambulance            | Rheinmünster            | DRF Luftrettung     | Datenblatt | Tag und Nacht, Ambulanzflugzeug                      | 2× Lear Jet 35 1× C680+     |

## Temporäre Stationen aufgrund bestimmter Ereignisse
| Rufname       | Ort          | Betreiber       | Internet   | Grund             | Zeitraum      | Hubschraubermuster      |
| ------------- | ------------ | --------------- | ---------- | ----------------- | ------------- | ----------------------- |
| Christoph 111 | Rheinmünster | DRF Luftrettung | Datenblatt | COVID-19-Pandemie | 2020 bis 2022 | Airbus Helicopters H145 |
| Christoph 114 | Bautzen      | DRF Luftrettung | Datenblatt | COVID-19-Pandemie | 2020 bis 2022 | Eurocopter EC135        |
| Christoph 115 | Nürnberg     | DRF Luftrettung | Datenblatt | COVID-19-Pandemie | 2021 bis 2022 | Airbus Helicopters H145 |

## Tochtergesellschaften und Beteiligungen
- Northern HeliCopter GmbH (NHC) mit Sitz in Emden
- Die ARA Flugrettung gemeinnützige GmbH mit Sitz in Klagenfurt betreibt in Österreich Rettungshubschrauber an den Stationen in Reutte, in Fresach und am Nassfeld.[24]
- Die AP³ Luftrettung GmbH mit Sitz in Balzers (Liechtenstein) betreibt am Heliport Balzers in Liechtenstein den Rettungshubschrauber mit den Rufnamen Christoph Liechtenstein. Das Unternehmen ist ein Joint Venture der DRF Luftrettung mit der ARA Flugrettung gemeinnützige GmbH aus Österreich und der AAA Alpine Air Ambulance AG aus der Schweiz.

## Ehemalige Tochtergesellschaften
- HDM Luftrettung gemeinnützige GmbH
- HSD Hubschrauber Sonder Dienst Flugbetriebs GmbH & Co. KG
- Falck DRF Luftambulance A/S (früher: Dansk Luftambulance A/S) in Dänemark erloschen zum 31. Mai 2013.

## Publikationen DRF Luftrettung
- Einsatz: Das Magazin der Deutschen Rettungsflugwacht e. V. Deutsche Rettungsflugwacht e. V., Filderstadt. Erscheinungsdatum 1979–2006. ISSN 0172-3766, DNB 013347322.
- Peter Dürner (Red.): 10 Jahre Deutsche Rettungsflugwacht e. V., Deutsche Zentrale für Luftrettung. (= Schriftenreihe der Deutschen Rettungsflugwacht e. V. Band 3). Filderstadt (Bernhausen) 1982, DNB 890341710.
- Hans-Ulrich Suckert, Marco Quinzio: Luftrettung in Deutschland. Medizin, Technologie und Menschlichkeit – im Einsatz für das Leben. Hrsg. Deutsche Rettungsflugwacht e. V., German Air Rescue, Deutsche Zentrale für Luftrettung (Filderstadt). W. Wolfsfellner MedizinVerlag, München 1996, ISBN 3-9802271-5-4.
- Stefan Hans Bosch: Analyse und Evaluierung der Primäreinsätze des Rettungshubschraubers „Christoph 41“ bei chirurgischen, internistischen und neurologischen Notfällen. (= Schriftenreihe der Deutschen Rettungsflugwacht e. V. Band 6). Wolfsfellner MedizinVerlag, München 1996, ISBN 3-9802271-4-6.
- Winfried Mönch: Von vorgestern nach übermorgen. 25 Jahre Deutsche Rettungsflugwacht e. V. Hrsg. Deutsche Rettungsflugwacht e. V. DRF. Filderstadt 1998, DNB 955780306.
- Winfried Mönch: Bibliographie zur Geschichte der Rettungsdienst-Stiftung Björn Steiger e. V. und der Deutschen Rettungsflugwacht e. V. (DRF). 1969 bis 1999. Björn-Steiger-Stiftung, Winnenden 1999, DNB 958591296.
- Tassilo Schumacher: Medizinisches Wörterbuch für den Rettungsdienst, Notfallmedizin, Auslandsrückholdienst, englisch-deutsch / deutsch-englisch. (= DRF-Schriftenreihe. Band 7). Deutsche Rettungsflugwacht e. V., Filderstadt 2000, DNB 95886277X.
- Rescue: Magazin für weltweites Notfall-Management und europäische Luftrettung. Deutsche Rettungsflugwacht e. V., Filderstadt, Erscheinungsdatum 2002–2004, DNB 023722924.